# Унікув-Капітульни
Унікув-Капітульни (пол. Uników Kapitulny) — село в Польщі, у гміні Кльонова Серадзького повіту Лодзинського воєводства.
У 1975-1998 роках село належало до Серадзького воєводства.